# Apodytes dimidiata
Apodytes dimidiata és una espècie de planta de la família de les icacinàcies que es distribueix pel sud d'Àfrica. És un arbre perenne que es troba als marges de boscos perennes d'altituds mitjanes, boscos oberts, vessants de les muntanyes cobertes d'herba, sovint entre les roques. És un arbre ideal per plantar al jardí de casa, ja que els fruits no embruten massa i és segur per al paviment pel seu arrelament poc destorbador.
A. dimidiata és un arbre protegit a Sud-àfrica.

## Descripció
Aquest és un arbre petit i frondós de 4 a 5 m d'alçada, però aconsegueix una altura de 20 m quan creix en un bosc. Les seves fulles són perennes, de color verd brillant, però n'hi ha que tenen un verd més pàl·lid, sense brillantor inferior. L'escorça és de color gris pàl·lid i suau. Les flors són petites i fragants i de color blanc. Les flors es produeixen amb freqüència en sorprenent profusió. El fruit és com una baia, negre i aplanat. Les fruites tenen un apèndix carnós, lateral que li dona forma de ronyó.

## Distribució
Apodytes dimidiata creix en matollars de fulla perenne de la costa, als marges de boscos perennes de mitjana altitud, en boscos oberts i als vessants de les muntanyes cobertes d'herba, sovint entre les roques. És un constituent dels boscos de Knysna, George, Tsitsikama, Alexandria, Amatole, Umgoye i Dukuduku.
De fet, és un dels arbres de bosc més coneguts a Sud-àfrica, ja que es troba a Table Mountain, a la península del Cap, al llarg de la costa a través de Kwa-Zulu Natal, Gauteng, Swazilàndia i Kenya.
A. dimidiata comprèn el 3-9% de la població total d'arbres del bosc de Knysna. Aquí creix amb Podocarpus spp., amb Ocotea bullata i Curtisia dentata. La pera blanca prospera amb bon drenatge, en terra de compost ric. Les plantes joves són de creixement relativament lent, però creixeran més ràpid a mesura que es facin més grans. Aquest arbre necessita ser protegit contra les gelades durant el primer any.

## Taxonomia
Apodytes dimidiata va ser descrita per Meyer, Ernst Heinrich Friedrich i publicada al Journal of Botany, una segona sèrie de Botanical Miscellany 3: 155. 1840. (J. Bot. (Hooker)).

### Etimologia
- Apodytes: el nom del gènere es deriva de la paraula grega que significa 'treure', en referència a la corol·la no coberta de la flor.
- dimidiata: epítet específic que significa 'dues parts iguals', en referència a la fruita d'aquest arbre.

## Ecologia
L'excel·lent perfum que desprenen les flors d'aquest arbre atrau els insectes, que hi actuen de pol·linitzadors. El color vermell dels fruits també atrau els ocells, igual que les fulles i branques atrauen el rinoceront negre (Diceros bicornis).

## Galeria

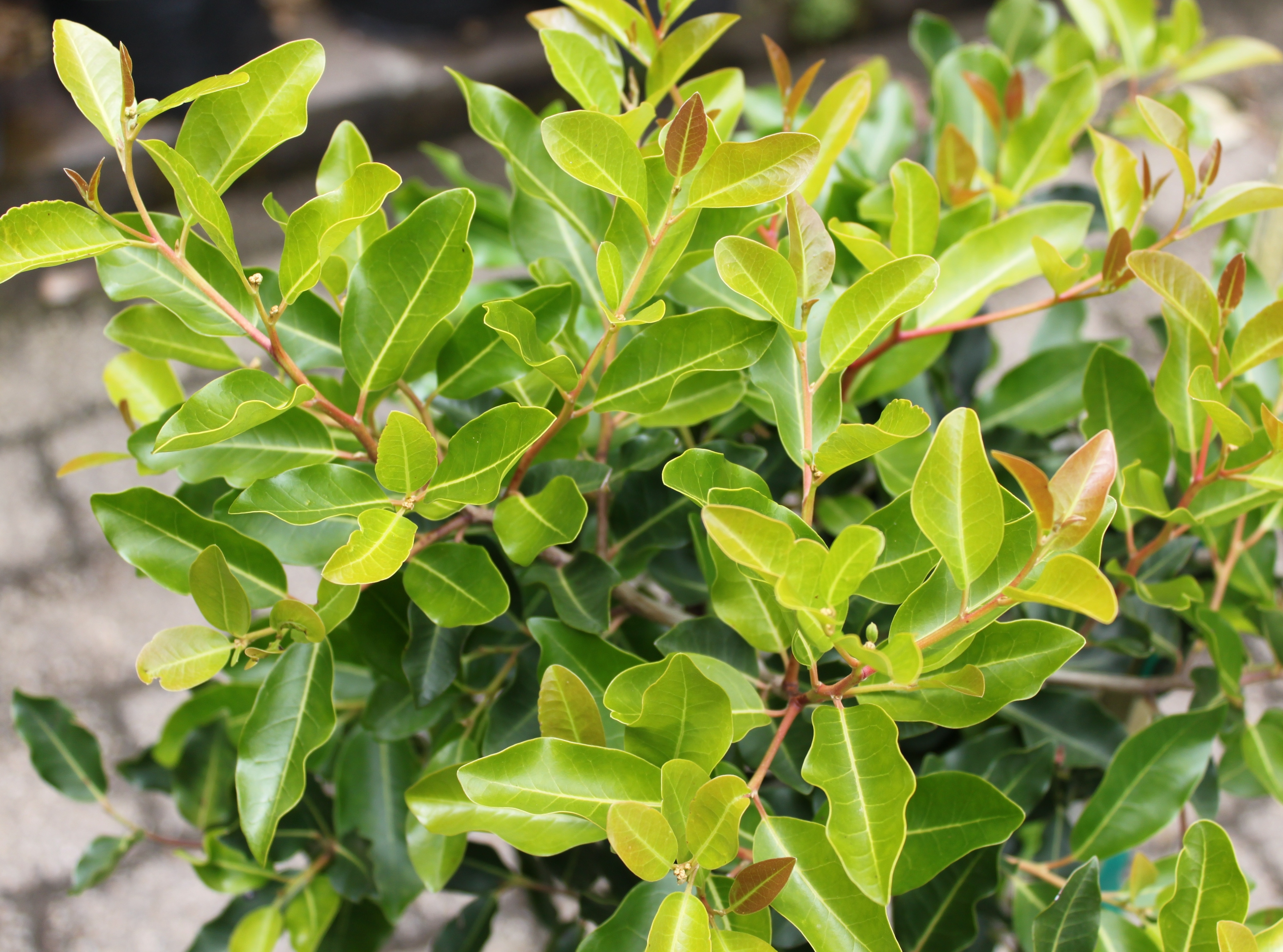
Fullatge
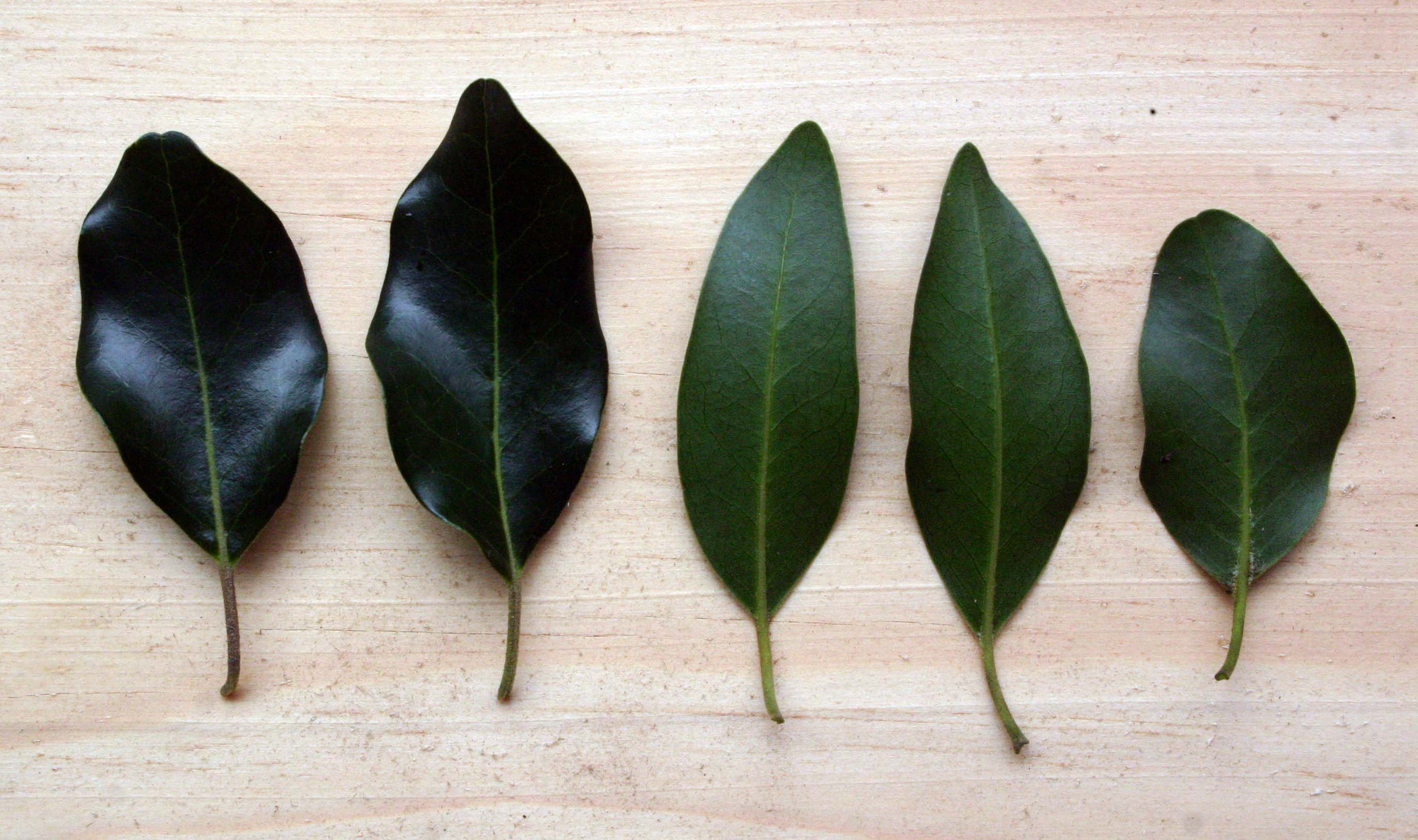
Detall de les fulles
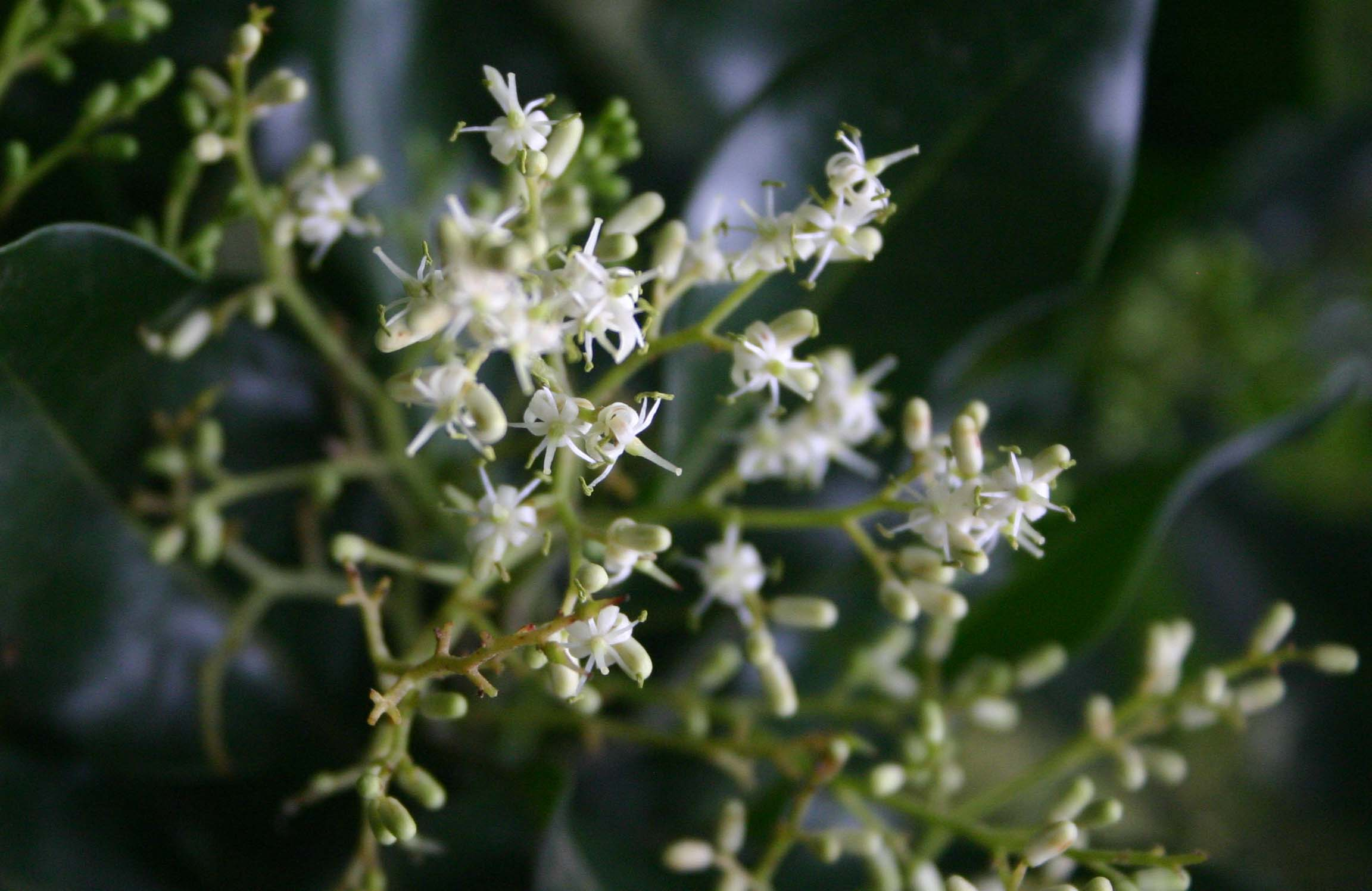
Floració
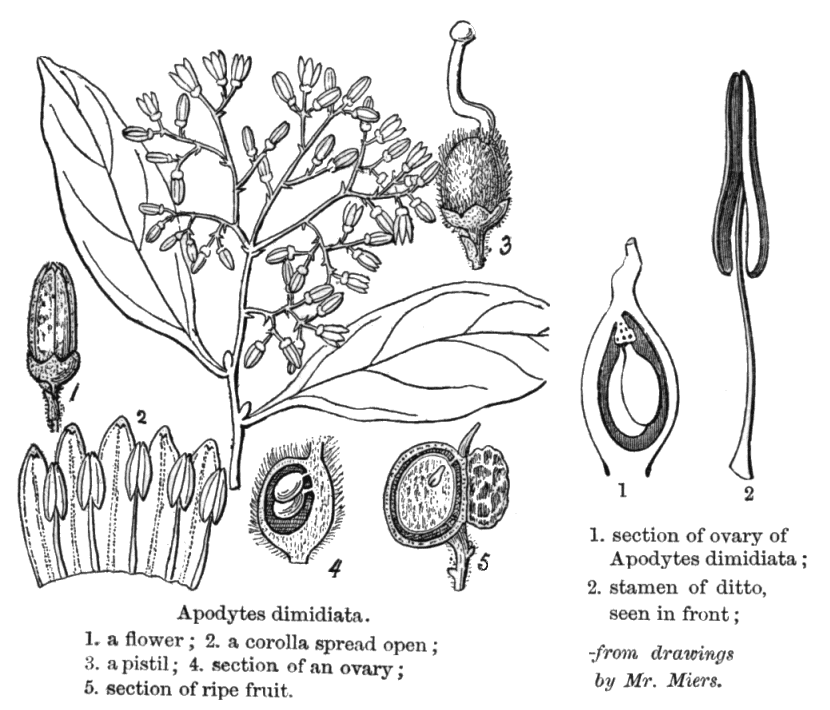
Il·lustració